# Sahel (pojęcie)
Sahel (arab. ‏ساحل‎ sāḥil = „wybrzeże, brzeg, skraj”) – stosowane w zasięgu języka arabskiego określenie różnych obszarów położonych na wybrzeżach morskich lub skrajach pustyni. Określenie stosowane jako nazwa kilku regionów w Afryce. W języku polskim stosowane w odniesieniu zwłaszcza do regionów:
- obszaru wzdłuż południowego skraju Sahary, który stał się znany po katastrofalnej suszy (Sahel)[2]
- pasa wybrzeża północno-zachodniej Afryki w Maroku, Algierii i Tunezji[3][4]
- nadmorskiego regionu geograficznego w Tunezji (Sahel)[5]